# Władcy brytyjscy
Władcy Wielkiej Brytanii

## Tytulatura
Oficjalna tytulatura władców brytyjskich w różnych okresach:
- 1707–1714
  - By the Grace of God, Queen of Great Britain, France and Ireland, Defender of the Faith, etc.
  - Z Bożej łaski, Królowa Wielkiej Brytanii, Francji i Irlandii, Obrończyni Wiary, etc.
- 1714–1801
  - By the Grace of God, King of Great Britain, France and Ireland, Defender of the Faith, Archtreasurer and Prince-Elector of the Holy Roman Empire, Duke of Brunswick-Luneburg
  - Z Bożej łaski, Król Wielkiej Brytanii, Francji i Irlandii, Obrońca Wiary, Arcyskarbnik i Książę-Elektor Świętego Cesarstwa Rzymskiego, książę Brunszwiku-Lüneburga
- 1801–1814
  - By the Grace of God, of the United Kingdom of Great Britain and Ireland King, Defender of the Faith, Arch-treasurer and Prince-Elector of the Holy Roman Empire, Duke of Brunswick-Luneburg
  - Z Bożej łaski, Zjednoczonego Królestwa Wielkiej Brytanii i Irlandii Król, Obrońca Wiary, Arcyskarbnik i książę elektor Świętego Cesarstwa Rzymskiego, książę Brunszwiku-Lüneburga
- 1876–1901
  - By the Grace of God, of the United Kingdom of Great Britain and Ireland Queen, Defender of the Faith, Empress of India
  - Z Bożej łaski, Zjednoczonego Królestwa Wielkiej Brytanii i Irlandii Królowa, Obrończyni Wiary, Cesarzowa Indii
- 1901–1927
  - By the Grace of God, of the United Kingdom of Great Britain and Ireland and of the British Dominions beyond the Seas King, Defender of the Faith, Emperor of India
  - Z Bożej łaski, Zjednoczonego Królestwa Wielkiej Brytanii i Irlandii i brytyjskich dominiów zamorskich Król, Obrońca Wiary, Cesarz Indii
- 1927–1948
  - By the Grace of God, of Great Britain, Ireland and the British Dominions beyond the Seas King, Defender of the Faith, Emperor of India
  - Z Bożej łaski, Wielkiej Brytanii, Irlandii i brytyjskich dominiów zamorskich Król, Obrońca Wiary, Cesarz Indii
- 1948–1952
  - By the Grace of God, of Great Britain, Ireland and the British Dominions beyond the Seas King, Defender of the Faith
  - Z Bożej łaski, Wielkiej Brytanii, Irlandii i brytyjskich dominiów zamorskich Król, Obrońca Wiary
- 1952–2022:
  - Elizabeth II, By the Grace of God, of the United Kingdom of Great Britain and Northern Ireland and of Her other Realms and Territories Queen, Head of the Commonwealth, Defender of the Faith
  - Elżbieta II, z Bożej łaski, Zjednoczonego Królestwa Wielkiej Brytanii i Irlandii Północnej i Jej innych Królestw i Posiadłości Królowa, Głowa Wspólnoty Narodów, Obrończyni Wiary
- obecnie
  - Charles III, by God’s grace, the King of the United Kingdom of Great Britain and Northern Ireland and his other possessions and territories, Head of the Commonwealth, Defender of the Faith
  - Karol III, z Bożej łaski król Zjednoczonego Królestwa Wielkiej Brytanii i Irlandii Północnej oraz innych Jego posiadłości i terytoriów, Głowa Wspólnoty, Obrońca Wiary

W 1521 królowie Anglii uzyskali od papieża prawo noszenia tytułu Obrońców Wiary.

## Władcy Wielkiej Brytanii

### Stuartowie
| #  | Imię      |           | Lata życia                       | Lata życia                       | Czas rządów | Czas rządów     | Rodzice                   |
| #  | Imię      | Narodziny | Śmierć                           | Od                               | Do          |                 | Rodzice                   |
| -- | --------- | --------- | -------------------------------- | -------------------------------- | ----------- | --------------- | ------------------------- |
| 57 | Anna Anne |           | 6 lutego 1665 St. James’s Palace | 1 sierpnia 1714 Pałac Kensington | 1 maja 1707 | 1 sierpnia 1714 | Jakub II Stuart Anna Hyde |

### Dynastia Hanowerska (Welfowie)
| #  | Imię                  |           | Lata życia                          | Lata życia                            | Czas rządów          | Czas rządów          | Rodzice                                                                     |
| #  | Imię                  | Narodziny | Śmierć                              | Od                                    | Do                   |                      | Rodzice                                                                     |
| -- | --------------------- | --------- | ----------------------------------- | ------------------------------------- | -------------------- | -------------------- | --------------------------------------------------------------------------- |
| 58 | Jerzy I George I      |           | 28 maja 1660 Hanower                | 11 czerwca 1727 Osnabrück             | 1 sierpnia 1714      | 11 czerwca 1727      | Ernest August Hanowerski Zofia Dorota Wittelsbach                           |
| 59 | Jerzy II George II    |           | 10 listopada 1683 Hanower           | 25 października 1760 Pałac Kensington | 11 czerwca 1727      | 25 października 1760 | Jerzy I Hanowerski Zofia Dorota z Celle                                     |
| 60 | Jerzy III George III  |           | 4 czerwca 1738 Londyn               | 29 stycznia 1820 Windsor              | 25 października 1760 | 29 stycznia 1820     | Fryderyk Ludwik Hanowerski, książę Walii Augusta z Saksonii-Gothy           |
| 61 | Jerzy IV George IV    |           | 12 sierpnia 1762 St. James’s Palace | 26 czerwca 1830 Windsor               | 29 stycznia 1820     | 26 czerwca 1830      | Jerzy III Hanowerski Zofia Charlotta z Meklemburgii-Strelitz                |
| 62 | Wilhelm IV William IV |           | 21 sierpnia 1765 Buckingham         | 20 czerwca 1837 Windsor               | 26 czerwca 1830      | 20 czerwca 1837      | Jerzy III Hanowerski Zofia Charlotta z Meklemburgii-Strelitz                |
| 63 | Wiktoria Victoria     |           | 24 maja 1819 Kensington             | 22 stycznia 1901 wyspa Wight          | 20 czerwca 1837      | 22 stycznia 1901     | Edward August Hanowerski, książę Kentu Wiktoria z Saksonii-Coburga-Saalfeld |

### Windsorowie (właśc. Wettyni 1917–2022, Oldenburgowie 2022–obecnie)
| #  | Imię                     |           | Lata życia                        | Lata życia                         | Czas rządów      | Czas rządów               | Rodzice                                             |
| #  | Imię                     | Narodziny | Śmierć                            | Od                                 | Do               |                           | Rodzice                                             |
| -- | ------------------------ | --------- | --------------------------------- | ---------------------------------- | ---------------- | ------------------------- | --------------------------------------------------- |
| 64 | Edward VII               |           | 9 listopada 1841 Buckingham       | 6 maja 1910 Buckingham             | 22 stycznia 1901 | 6 maja 1910               | Albert z Saksonii-Coburga-Gotha Wiktoria Hanowerska |
| 65 | Jerzy V George V         |           | 3 czerwca 1865 Londyn             | 20 stycznia 1936 Sandringham House | 6 maja 1910      | 20 stycznia 1936          | Edward VII Koburg Aleksandra Duńska                 |
| 66 | Edward VIII              |           | 23 czerwca 1894 Richmond          | 28 maja 1972 Paryż                 | 20 stycznia 1936 | 11 grudnia 1936 abdykował | Jerzy V Windsor Maria Teck                          |
| 67 | Jerzy VI George VI       |           | 14 grudnia 1895 Sandringham House | 6 lutego 1952 Sandringham House    | 11 grudnia 1936  | 6 lutego 1952             | Jerzy V Windsor Maria Teck                          |
| 68 | Elżbieta II Elizabeth II |           | 21 kwietnia 1926 Londyn           | 8 września 2022 Balmoral           | 6 lutego 1952    | 8 września 2022           | Jerzy VI Windsor Elżbieta Bowes-Lyon                |
| 69 | Karol III Charles III    |           | 14 listopada 1948 Londyn          | –                                  | 8 września 2022  | –                         | Filip Mountbatten Elżbieta II                       |

## Galeria herbów monarszych

Herb w latach 1603–1801
Herb po 1801